# Spoorlijn Dümpelfeld - Lissendorf
De spoorlijn Dümpelfeld - Lissendorf ook wel Ahrtalbahn genoemd was een Duitse spoorlijn en was als spoorlijn 3002 onder beheer van DB Netze.

## Geschiedenis
De spoorlijn is in 1912 geopend door de Rheinische Eisenbahn om een verbinding te maken met de spoorlijn Kalscheuren - Ehrang. Tijdens de Tweede Wereldoorlog is de lijn dusdanig beschadigd dat deze pas rond 1951 weer in gebruik kon worden genomen. Tot 1973 is de lijn vervolgens in gebruik geweest en daarna gesloten. Thans is de volledige lijn opgebroken.

## Aansluitingen
In de volgende plaatsen is of was er een aansluiting op de volgende spoorlijnen:
Dümpelfeld
DB 3000, spoorlijn tussen Remagen en Adenau
aansluiting Insul
DB 3001, spoorlijn tussen de aansluiting Liers - aansluiting Insul
Ahrdorf
DB 2637, spoorlijn tussen Ahrdorf en Blankenheim Wald
Hillesheim
DB 3004, spoorlijn tussen Hillesheim en Gerolstein
Lissendorf
DB 2631, spoorlijn tussen Kalscheuren en Ehrang